# Delicatula
Delicatula Fayod (żyłkoblaszka) – rodzaj grzybów z rzędu pieczarkowców (Agaricales).

## Charakterystyka
Delicatula przez długi czas zaliczane były do dużego rodzaju Mycena. Po ich wyodrębnieniu pierwotnie zdefiniowano je jako rodzaj białych, pępówkowatych lub grzybówkowatych, białych grzybów agarikoidalnych ze zredukowanymi, przypominającymi żyłki blaszkami.
Owocniki grzybówkowato-pępówkowate, małe do bardzo małych, białe, półprzezroczyste. Kapelusz i trzon u młodych okazów pokryte resztkami osłony, blaszki często zredukowane (szczególnie u młodych okazów) z anastomozami. Wysyp zarodników biały. Zarodniki migdałowate do wrzecionowatych, gładkie, amyloidalne. Cystydbrak lub niewyraźne. Strzępki ze sprzążkami, nieamyloidalne i niedekstrynoidalne. Skórka kapelusza złożona z promieniście ułożonych strzępek, pokryta grubościennymi resztkami osłony.
Rodzaj szeroko rozpowszechniony w umiarkowanej półkuli północnej, rzadki w tropikach. Grzyby saprotroficzne występujące na wilgotnym, rozkładającym się drewnie (pniakach, gałązkach, pniach), korze i ściółce z drzew liściastych, rzadko iglastych lub na ściółce traw i roślin zielnych.

## Systematyka i nazewnictwo
Pozycja w klasyfikacji według Index Fungorum: Incertae sedis, Agaricales, Agaricomycetidae, Agaricomycetes, Agaricomycotina, Basidiomycota, Fungi (według Index Fungorum).
Polską nazwę nadał Władysław Wojewoda w 2003 r. W polskim piśmiennictwie mykologicznym należące do tego rodzaju gatunki opisywane były także jako bedłka. Synonim naukowy: Retocybe Velen.
Gatunki występujące w Polsce:
- Delicatula cuspidata (Quél.) Cejp 1929 – żyłkoblaszka szpiczastokapeluszowa
- Delicatula integrella (Pers.) Fayod 1889 – żyłkoblaszka wklęsłokapeluszowa

Nazwy naukowe na podstawie Index Fungorum. Wykaz gatunków i nazwy polskie według Władysława Wojewody.